# ササキ様に願いを
『ササキ様に願いを』（ササキさまにねがいを）は、みずしな孝之による日本の4コマ漫画作品。元プロ野球選手で、横浜ベイスターズのリリーフを務めた佐々木主浩を題材としている。略称は「ササ願」（ささねがもしくはささがん）。

## 概要
1993年に竹書房の「まんがパロ野球ニュース」で連載を開始。当初のタイトルは『ササキに願いを』（ササキにねがいを）であったが、連載当初に「ササキ様」というフレーズが出てきたため、タイトルにも正式に「様」が加わった。
このため、作者がベイスターズの本拠地・横浜スタジアムへ佐々木を訪ねた際、サービス精神の旺盛な佐々木が作品同様背中の肩部に「様」と書かれた紙を貼って登場したり、観客から「佐々木様ぁ〜」という声が掛かるようになったという逸話がある。その他、作中に幾度か横浜大洋ホエールズ時代のユニフォームが登場することがある（佐々木が間違って着る等）。
その後、掲載誌は「スポコミ」、「まんがくらぶオリジナル」とリニューアルを重ねたが連載は続き、ベイスターズが優勝した1998年には単行本が大量に売れたが、1999年に佐々木がアメリカ大リーグに挑戦することになったため、一旦連載を終了。この期間も増刊誌で『ササキ様に願いを in USA』が掲載された。
佐々木が横浜に復帰した2004年には、「まんがくらぶオリジナル」で短期間限定ながら『ササキ様に願いをR』（ササキさまにねがいを リターンズ）として、7回にわたり掲載された（前半3回は8ページ、後半4回は『チクチワワ』と同時連載のため4ページ）。これらのストーリーは、後に他の作品と合わせて『ササキ様に願いを+』（ササキさまにねがいを プラス）として単行本化が行われた。
2010年まで「月刊ベイスターズ」で連載されていた『ベイスタ流』はこの作品の姉妹作品といえる存在だが、こちらには特定の主人公が存在するわけではなく、球団内での“時事ネタ”を扱っている。『ササキ様に願いを+』以後の「月刊ベイスターズ」連載分は長い間単行本未収録であったが、2010年6月に『ベイスタ流』と共に竹書房から刊行された。

## 主な登場人物

### 横浜ベイスターズ

#### 選手
佐々木主浩（ササキ様）
横浜（およびシアトル・マリナーズ）の元投手であり「守護神」（現:TBSテレビ・ニッポン放送野球解説者、馬主）。背番号は22。
性格は傲慢かつ乱暴で、ユニフォームの背ネームの横には自ら「様」と付けている。高校時代にはユニフォームの背番号の上に「佐々木主浩先輩主将様」と付け、野球部に入部して来た1年生全員に合唱させていた。
それとは裏腹に子煩悩で、電話に自分の子供が出ると赤ちゃん言葉になる。
高校（東北高校）・大学（東北福祉大学）の後輩である斎藤隆をパシリに使っている。更には大学の他の後輩（浜名千広、金本知憲）もパシリに使っている。買わせるもは飲料が多い（その大半がチェリオなのだが、たまにマックスコーヒー、暴暴茶など無理難題を押し付けることもある、後年にはサプリメント+ミネラルウォーターを要求したこともある（加齢により好みが変わったというネタ））。
球速は200km/hを超えるのは日常茶飯事。利き手でないほうでも140km/h台は出せる。1度イチローの背面キャッチに対抗して「オレにしかできない背面キャッチを見せてやる」と、自分が投げた球が地球を一周してきたところを背面キャッチしようとしたことがある（しかし結果は微妙にずれ、地球を一周した球は隣にいた斎藤の後頭部に当たった）。
1998年、リーグ優勝決定試合では選手たちの誰より緊張しており、その余り間違って横浜大洋ホエールズのユニフォームを着たことがある。
キレるととんでもない力を発揮する（盛田を近郊にあると見られる斎藤隆が入院していた病院に投げ飛ばす、投げた球が音速を超えて速度が1418km/hにも達し捕手（秋元宏作）を気絶させる等）。
オールスターゲームのファン投票には世界人口並みの票を求める（日本国民約1億2千万人×50票＝約60億票。しかし後期になると落ち着き、5億票くらいに）。
東北高校の先輩である中根仁には頭が上がらない。
2月22日の誕生パーティーは年を追うごとに派手になり、ついには「海の日に続く国民の祝日候補」、ササキ様デーを宣言してしまう。
プリンが好物。
1人称は「オレ様」が基本であり、時々「オレ」と言う。また、1度だけ「ぼく」と言ったことがある。
みずしな孝之は『ササキ様に願いを』1、2、4巻巻末で佐々木本人と対談を行っている（第2巻では斎藤隆も同席）。
斎藤隆
横浜（→ロサンゼルス・ドジャース等→東北楽天ゴールデンイーグルス）の元投手（→ヤクルト→ 横浜DeNAコーチ、現:横浜DeNAスタッフ）。背番号は11（→44→24→40→48→44→77→91）。
高校・大学・プロと佐々木のパシリを続けている。
作者曰く「ファンに取られる」との理由で基本的に帽子は被っていない。
1人称は基本的に「ボク」。
隆本人とみずしなが第2巻（佐々木も同席）で対談しており、第4巻「ベイスタ（秘）ファイル」にて、隆がベンツでみずしなに遭遇したエピソードが掲載されている。
佐伯貴弘
横浜（→中日ドラゴンズ）の元外野手・内野手（中日2軍監督→中日1軍コーチ、現:TBSチャンネル、テレビ神奈川、DAZN野球解説者）。背番号は26→10（→26→7→72）。
打席の結果以上にギャグにこだわる。しかしほとんど滑ってしまい、場の空気を凍えさせてしまう。
年に数回めちゃ男前になり、すごい活躍もする。また年に1回ものごっつう男前になり、200mもの特大ホームランを必ず打つが、シーズンオフやオープン戦にものごっつう男前になってしまう年もある。
この「男前になる」という設定は、佐伯本人がみずしなに提案したものである。
1人称は「わて」もしくは「わい」。
万永貴司
横浜の元内野手（→湘南シーレックスコーチ→横浜DeNAベイスターズスカウト→横浜DeNA2軍コーチ→横浜DeNA1軍コーチ→横浜DeNA2軍監督→横浜DeNA野手育成コーディネーター兼チーフ野手コーチ、現:横浜DeNA野手コーディネーター）。背番号は0（→81→82）。
愛称は「リトル万永くん」「プチくん」。
実際の万永の当時のプロフィールは身長170cm、体重70kgであったが、本作品では身長は170mm体重70gという「プチ選手」というキャラになった（引退時は168mmに縮む）。可愛いがかなりの硬派でなおかつ横浜のハワイV旅行（当然1998年）時にはその肉体は戸叶を超えるほどの筋肉質だった。小さい体ゆえに風で飛ばされたり、踏まれたり、投げられたりしている。
170mm以下の身長の選手で構成するププ会（プロ野球プチ選手会）の会員。
初期のころは他選手にあこがれたり背が高くなりたいという願望を持っていたが、1996年の日本シリーズでの大島公一（当時：オリックス・ブルーウェーブ）の活躍をテレビで見たのをきっかけにして小さい体を誇りに思うようになった。
台詞はなくボディーランゲージで意思を伝える。伝えたい事は万永の話し相手が代弁していた。後期になると万永が伝えたい事が大きな白抜き文字（小さいコマの場合は黒文字）で書かれるようになり、台詞の代わりをした。
初期はユニフォームにロゴが入っていたが、後に見にくいので大きくかかれていてもロゴは省略され胸番号のみとなった。他のププ会選手も同様（ただしワンポイントのロゴを除く）。
酒豪。自分の体のサイズよりも大きなジョッキに一杯のビールを飲み干しても平気。
またベイスターズの選手でプチ選手として書かれているのは、万永のほかに荒井幸雄、田中一徳、アルキメデス・ポゾ。本編では荒井・ポゾとの3人で「プチバマ3」を、『ベイスタ流』では万永、荒井、田中一の3人で「マシンガン打線」に肖った「プチンガン打線」を結成した。
2006年の引退後はキャラクターを変えて鬼コーチとなり若手を鍛え上げているが、選手たちはそれを見習えない。
1人称はほとんどの場合「ボク」。
石井琢朗
横浜（→広島東洋カープ）の元内野手（→広島コーチ→ヤクルトコーチ→巨人コーチ現:横浜DeNAチーフ打撃兼走塁兼一塁ベースコーチ）。背番号は66→0→5（→25→75→81→89→75）。
愛称は「タクロー」。
個性的な人間が大量にいるベイスターズでは最も「まともな人物」として描かれ、ベイスターズの選手内でリーダーを務める（以前は畠山準、宮里太なども同様の役を務めたこともあった）。動体視力は自他ともに認めるセ・リーグ1の良さであり、佐々木とイチローの超高速対決を微かながら唯一見切れた。
『混セでSHOWTIME』より目はいつも笑っている。これは現在まで続く。読者から「目を開けて欲しい」という要望があったが1度も開かなかった。過剰なまでにシワが多く、現実の本人もそれを気にしている。
進藤とは逆にファッションセンスは良く、復活版では進藤の私服のコーディネートをコーチしていた。
1人称は「オレ」。
石井本人は『ササキ様に願いを』第3巻でみずしなと対談を行っている。
進藤達哉
横浜の元内野手（→オリックス・ブルーウェーブ→横浜コーチ→横浜スカウト→BCリーグ・富山サンダーバーズ監督→横浜DeNAコーチ→横浜DeNAGM補佐兼スカウト編成部長、現:横浜DeNAチーム統括本部本部長補佐スカウト部部長）。背番号は36→1（→7→82→78）。
堅実な守備と勝負強さが魅力だが、ファッションセンスには乏しい。引退してコーチになってからも変わっていなかった。石井から「ビンテージ物」と言われて横浜大洋時代のユニフォームを着たことがある。
1人称は「オレ」。
谷繁元信
横浜（→中日）の元捕手（のち中日選手兼任監督、現:フジテレビ・テレビ神奈川・メ〜テレ・ニッポン放送・東海ラジオ野球解説者）。背番号は1→8→7（中日移籍後）→27。
身体能力は佐々木をもしのぐが漢字は喋れず（最後の最後で「凄い」と喋ったきり）、最初は5桁の数字も数えられたが次第に計算が出来なくなり、4以上の数が理解不能となった。若手時代サインを中々覚えられなかった（かつて谷繁とバッテリーを組んだ遠藤一彦談）ため、このようなキャラになった。連載初期は東京ドームの矛盾点を指摘し、長嶋監督らをヒヤヒヤさせた。また、「ひらがなすぽーつ」というオール平仮名のスポーツ紙を読んでいる。
彼のこの漫画でのボケキャラは時差ボケが（横浜の日本一達成後の秋季キャンプ期には優勝ボケが）加わると相乗効果でどえらいことになる。
佐々木にどつかれるとものすごい頭の回転が速いキャラになる。もう一度どつかれると元に戻る。
ただ連載当初は脇役扱いであり漢字も喋っていた。顔つきも全く違っている。
FA権（FAを「ファー」と読んでいる）を行使し中日に移籍したが、中日のキャップのデザイン（2004年-2011年の「C」と「D」を組み合わせたデザイン）が気にいっていない。
1人称は初期は「ぼく」であったが、だんだん「おれ」を使うようになった。
鈴木尚典
横浜の元外野手（→湘南コーチ→横浜DeNA職員→BCリーグ・神奈川フューチャードリームス監督 現:横浜DeNA一軍打撃コーチ）。背番号は51→7→51（→86→77）。
バッティングは非常に上手く、連載期間中も2度首位打者を獲っているが、肩は弱く守備は全く駄目。送球は自分で持って走った方が早く、復活版ではボールをあさっての方向に飛ばす。その為「うっかりタカノリ」と呼ばれたことも。
名前は「たかのり」と読む。自分の名前を「なおのり」と言われるとキレる（「なお、糊などは〜」でもダメである）。しかし女子アナに呼ばれた際には怒りを見せなかった。
1人称は「ボク」で、復活版は「オレ」。
三浦大輔
リーゼントがシンボルの横浜の元投手（→横浜DeNAコーチ→横浜DeNA二軍監督、現:横浜DeNA一軍監督）。背番号は46→18（→81）。
「生涯一不良」を自称しているが家庭的な性格。第1部の最終回で佐々木にリーゼントを刈られ坊主にされたり、『ベイスタ流』で森監督に監督の髪型を勧められて変えたりしたが、復活版で元に戻った。
復活版ではリーゼントはついに自分の意志を持つようになり、リーゼントが自ら話すときは三浦を眠らせて気づかれないようにしている。
アテネオリンピックに日本代表として出場した。前述した意志を持つリーゼントのせいで五輪メンバーとトラブルを起こした事もあった（本人はもちろん気づいていない）。
三浦本人はプライベートでみずしなと交流があるため、彼が試合中にベンチで使用するタオルをみずしながデザインしたこともある。
1人称は「俺」。
三浦本人は『ササキ様に願いを』第5巻でみずしなと対談を行った。
野村弘樹
横浜の投手（のちコーチ）（現:読売テレビ・TBSチャンネル・スポナビライブ野球解説者）。背番号は21（→71→75）。
この漫画のメインテーマである笑いやギャグにはほとんど関わってこない脇役中の脇役で、チームの現状などを読者に対して説明する狂言回しの役や、駒田徳広に対してつっこむ役が主。
ササキ様曰く、「オレ様の1番弟子」。
島田直也
横浜（→ヤクルト→大阪近鉄バファローズ）の元投手→四国アイランドリーグplus・徳島インディゴソックス監督→横浜DeNA2軍コーチ→横浜DeNA野球振興部員、現:常総学院高校野球部監督）。背番号は48（→81→84）。
脇役で他の選手に対しツッコミを入れることが主。彼がメインとなった話は1998年のリーグ優勝決定試合に佐々木が登板した場面と1999年のオールスターゲームに出場したときに主役にされた位である。
五十嵐英樹
横浜の元投手（現:横浜DeNAピッチングアナリスト）。背番号は13。
いいひとキャラだが、シャイなため誤解されやすい。喜久恵が気になっている。作者が似顔絵つき選手名鑑を作ったときに「日本一目立たない選手」と書かれた。これにはさすがに彼も怒った。1998年の優勝の後、燃え尽き症候群により選手の何かが半分になったときに1人だけ半分にならなかった。そのときにひげを半分にしたりと、無理矢理合わせようとしていた。
多村仁
横浜ベイスターズ（→福岡ソフトバンクホークス→横浜DeNA→中日）の元外野手（現:野球解説者・eBASEBALLプロスピAリーグ横浜DeNA監督）。背番号は52→55→6→52（→215）。
新版での脇役。基本的に石井琢朗と同じく目は笑っている。基本的に野村・島田と役柄は同じ。
森中聖雄
横浜ベイスターズの元投手（現:巨人関東・北信越担当スカウト）。背番号は14。
常に物を食べている。好物はハンバーガーで、ブルペンでも食べている。しかしそれが元で脇腹を痛める。
登場初期はしゃべり方がスローだったが、後に普通に喋るようになった。
戸叶尚
横浜ベイスターズの元投手（→オリックス→東北楽天→楽天イーグルスTV解説者）。背番号は63→19→17（オリックス・楽天）。
自称「とかピー」。ルックスが良く、ナルシストである。そのため、ベイスターズ内で男前といわれている福盛和男、新沼慎二にはライバル心を抱いている。
試合後のヒーローインタビューで帽子を外すことは、髪型が変わってしまうため拒んでいる。
趣味はオリジナルグッズ作り（とかピーフェイスタオル&とかピーおしゃれブルゾン等）。
おしゃれの為なら化粧をすることも女物の下着を着ることも厭わない。
永池恭男
横浜ベイスターズの元内野手（巨人→近鉄→東北楽天→東北楽天コーチ→横浜DeNA2軍コーチ→横浜DeNA1軍コーチ→ 横浜DeNA2軍コーチ、現:横浜DeNA球団スタッフ）。背番号は55→62（巨人）→32（→89→73→88）。
自称「ハマのシブヤ系」。
ファッションも帽子を裏返しに被ったり、ピアスをつけたり、ユニフォームを腰から出したりとチーマー風。巨人移籍後に規則で紳士的になったが、最終回で元に戻った。
古木克明
横浜ベイスターズ（→オリックス・バファローズ）の元内野手→外野手。背番号は3→33（→46）。
入団当初は西川貴教似ということで、自分に向かって強風が吹いていた。
復活版では鈴木尚典並みの守備の下手さを見せる。同い年の村田修一と行動することが多い。
村田修一
横浜ベイスターズ（→巨人→BCリーグ・栃木ゴールデンブレーブス→巨人二軍コーチ→巨人一軍コーチ→ロッテ一軍打撃コーチ、現:横浜DeNA野手コーチ）の内野手。背番号は25（→75→71）。復活版から登場。
古木同様守備はど下手。しかし古木と尚典を外野からホームまで飛ばせるほどのパワーがある。古木と行動することが多いが、『ベイスタ流』では準レギュラーとして先輩の佐伯と行動することが多い。
内川聖一
横浜ベイスターズ（→福岡ソフトバンク→ヤクルト→大分B-リングス）の内野手。背番号は25→2（→24→1→7）。復活版から登場。
立派なアゴがシンボル。ササキ様からは「全部アゴで打ってたりしてな」と言われる（佐伯によるとそれに続き内川は「半分はバットで打っていますよ」といったらしいが、定かではない）。
あごが長くかみ合わせが悪いため力を出しにくく、契約更改時の年俸を上げてもらう時の公約で整形はしたがアゴではなく目を二重にした（現実の内川もあごではなく噛み合わせを直した）。
田中一徳
横浜ベイスターズの元外野手。（現:日本経済大学野球部コーチ）背番号は9。
身長は万永より5mm小さく165mm。やはりププ会に入っている。柿ピーが好物である。
ささやかな幸せは給料日に買った粒うにの瓶の中で泳ぐこと。
相川亮二
横浜ベイスターズ（→ヤクルト→巨人）の元捕手、巨人1軍コーチ。）現:横浜DeNAディフェンスチーフ兼バッテリーコーチ 背番号は59→8→2（ヤクルト）→23（巨人）（→79→80）。復活版から登場。
アテネオリンピックに日本代表として出場した。
谷繁のおぽんちキャラを引き継ぐ。漢字はもちろん喋れない。その理由として「インタビューで自分が卒業したふきじま小学校を漢字で書けなかったため」といわれる。ただし、『ベイスタ流』では漢字を喋る場面もあり、その基準ははっきりしていない。
吉村裕基
横浜ベイスターズ（→ソフトバンク→ホーフトクラッセ・デ・フラスコニング・ツインズ→琉球ブルーオーシャンズ→火の国サラマンダーズの内野手・元外野手）現:東福岡高等学校コーチ・TBSチャンネル、スポーツライブ+解説者。背番号は31（→6）。復活版から登場。
自称「吉村きんに君」。大変な筋肉質で、叩けば音が鳴る。また、『ベイスタ流』後期では顔が怖いという理由で顔のデザインが描き直されており、見た目とは裏腹に凄まじいパワーを持ったキャラクターに変更されている。
川村丈夫
横浜ベイスターズの元投手（湘南コーチ→横浜DeNA1軍コーチ→横浜DeNA職員→横浜DeNA2軍コーチ→横浜DeNA1軍コーチ、現:BCリーグ神奈川フューチャードリームス監督）。背番号は16（→83→75→72→16）。
ネガティブな性格。登板するとき、いつも悪い結果ばかりを考えてしまう。優勝したときも1人だけ喜んでいない。
ノストラダムスの大予言や2000年問題を信じている。
盛田幸妃
横浜→近鉄の元投手。背番号は15→17→21（近鉄）。
佐々木を愛しており、クリスマスの時は自分でプレゼントの箱に隠れていたこともある。
太りやすい体質。一時期佐々木に「太った」と言われ、高津と共に佐々木に復讐をしようとしていたが、佐々木に「痩せた」と言われて復讐をやめた。
近鉄移籍後脳腫瘍を患いリハビリを経て復帰したが、前年に優勝したことを知らなかった（にもかかわらず横浜の胴上げのシーンではちゃっかり参加しているので夢遊病説も浮上している）。
引退後解説者として佐々木に会いに来たが、すっかり忘れられていた。
渡部高史
横浜→オリックス→千葉ロッテの元投手。背番号は61→47→29（オリックス）→34（ロッテ）。
作中2度の移籍を経験するも登場していた理由は「作者がファンだから」とのこと。
移籍後は正体不明ということになっている「見てわかるマン」として活動するが、正体はバレバレであった。
嫌なことを言われると露骨に嫌な表情をする。
最期は爆弾を宇宙に持っていき爆発したが、最終回のほかその後何故か登場している。その時は矢印でさされ「あれ?」と書いてあった。
西清孝
横浜の元投手（現:中日打撃投手）。背番号は67（→124）。
佐々木ですら手がつけられないシュールな行動を巻き起こす。
漫画の3コマ目で予期せぬ展開を引き起こし、4コマ目で佐々木等に「何やってんすか西さん」とつっこまれる。
戦力外通告を受けた後に「西清孝よ永遠なれ」というショートストーリーが掲載されていた（しかし横浜の打撃投手に再起用が決まり、その後も数回登場する）。
駒田徳広
横浜の元内野手（楽天コーチ→横浜一軍コーチ→四国アイランドリーグplus・高知ファイティングドッグス監督、現:巨人三軍監督。背番号は10（→75→73→70）。
巨人から移籍して初登場からしばらくは顔は描かれなかった。
チームメイト（主に野村弘樹、横山道哉）からの質問に対して駄洒落テイストの間違った返答をする。
波留敏夫
横浜→中日→千葉ロッテの元内・外野手、コーチ（→中日コーチ、現:オリックス育成チーフコーチ）。背番号は2→1→8（中日・千葉ロッテ）→71（横浜DeNA・中日コーチ）→90（オリックス）。
「ガッツ」をポリシーとしており、気合の入ったプレイを見せるが、勢い余ってユニフォームが破けたり、走塁のときに勢いあまってフェンスに激突する事が多い。
福盛和男
横浜ベイスターズ→（近鉄→東北楽天→テキサス・レンジャーズ→楽天）の元投手。背番号は34→37→24→15（近鉄・楽天)→14（レンジャーズ）→62→11（楽天）。
ベイスターズ内で一二を争う『いつもかっこいい』男。その格好良さはライバル視している戸叶でさえもうっとりさせてしまう程。
『ベイスタ流』では喋らないナルシストキャラになっており、セリフは話し相手(森祇晶)が代弁していた。
畠山準
横浜の元外野手（現:横浜DeNAベイスターズ・スポーツコミュニティ副理事長）。背番号は25。
連載当時選手会長だった為良く出演する。南海に投手として入団したがケガで野手転向しその後横浜へ移籍してレギュラーになった苦労人で、渡部に辛かった時の事を聞かれた際はかなり辛そうな表情で表現した。
有働克也
横浜の元投手（→中日→横浜DeNA2軍コーチ、現:横浜DeNAスコアラー）。背番号は14（→42→103→86）。
現実でも佐々木と仲が良かった（第1巻巻末の選手名鑑でも触れられている）ため、第2巻までは脇役の1人として度々登場する。なお第3巻では佐々木が大リーグ挑戦をほのめかす話があるが、これは彼が突然戦力外通告を受けたことが発端となって実際に起きた出来事である（詳細は有働の頁を参照のこと）。
グレン・ブラッグス
横浜の助っ人外国人（外野手）。背番号は44。
手が大きく、ボールが8個つかめる。友人はバット職人で、初めて作ったバットで打っている。そのバットは手違いで凄く重くなってしまい、彼が帰国するひとつ前のページでやっと折れた。1993年にササキ様賞をもらったが、盛田同様大ケガをした。1996年、帰国した後引退した。なお、彼の切った爪をウルトラセブンのアイスラッガーに見立てて遊ぶネタも初期に存在した。片手でボールが7個持てるという逸話はあまりにも有名。
ロバート・ローズ
横浜（→千葉ロッテ）の助っ人外国人（内野手）。背番号は23（→4）。
英語しか話せず、他者のやや間違った英語をそのまま受け取ってしまい、さまざまなトラブルを巻き起こす。実際野球選手としての実力はかなりのものだが、この漫画にプレイシーンはあまりない。

#### 監督、コーチ
近藤昭仁
横浜（1993〜1995年）→ロッテ（1997年・1998年）の元監督。背番号は60→81（ロッテ）。かなりの嫌われ者。
無死（1死）三塁の時は必ずスクイズバントの指示を出す（自称「ノーアウトかワンナウトでランナー3塁のときはスクイズしないと死んじゃう病」と揶揄されている）。
当漫画はベイスターズ低迷期に連載がスタートしているが、みずしなはチームに対して批判的な事をほとんど書かず、同じくベイスターズファンのやくみつるに「甘い」と揶揄される事もあったが、近藤に関してのみは「素人が見ても予想できる」等と近藤の監督としての性格を大げさに表現するためとはいえ、結果的に厳しく批判をしている。
大矢明彦
横浜元コーチ→監督（現:フジテレビ・ニッポン放送野球解説者）。背番号は75（コーチ）→81（監督：1996・1997年）→85（同：2007年〜）。
若さを強調しているが、40代後半（就任当時）だったので体がついていかなかった。
いつも敬語。緊張したりウソをつくと頬が膨れる。復帰後は膨れる頬が監督室全体に及び、選手（三橋直樹）が潰されるというハプニングも。
1997年、チームを2位に押し上げたが辞任。2007年に監督復帰。しかし2009年に突然無期限休養に入りそのまま退任。
権藤博
横浜元コーチ→監督（1998〜2000年）（→中日コーチ）（現：東海テレビ・東海ラジオ野球解説者）。背番号は72。
近藤とは違い、決して選手にバントはさせない。
「監督と選手の間はなくすべきだ」ということで、自分のことを「権藤さん」と呼ばなければならず、「監督」と呼ぶと罰金1,000円を徴収する（たまに消費税も取ったりする）。
その後右手を頬に当てるポーズが定着した（優勝直前には緊張のためか、右手の代わりに足を頬に当てていたこともある）。
1998年にチームを38年ぶりの優勝、日本一に導く。
森祇晶
横浜の元監督（01・02年）。背番号は81。大リーグ編・『ベイスタ流』のみ登場。
近藤同様にバントを多用するように言われたため選手達は近藤時代のトラウマを思い出してしまった。
西武ライオンズを8年間で7回優勝に導く実績を持つ策士でもあり、スタンドの空席の存在を観客に「仕方ない」と思わせるために、チケットの販売委託をバイロム社（2002 FIFAワールドカップのチケット販売を担当したが、実際の試合で多数の空席が出るなど数々の問題を起こした）に依頼するということまでやってのける。
また、自分のファッション（髪型・メガネなど）を人に勧めたりもする。
山下大輔
横浜ヘッドコーチ→復活版で監督（03・04年）（→東北楽天初代ヘッドコーチ→2軍監督・編成部長→ロサンゼルス・ドジャーズ傘下ルーキーリーグチーム守備コーチ→横浜DeNA2軍監督）（現:くふうハヤテベンチャーズ静岡ゼネラルマネージャー）。背番号は80（コーチ）→86（監督）→77（東北楽天コーチ）→88（2軍監督）。
頭髪がない（本人はそれほど気にしていないようだが、監督就任初期のころはかつらをかぶっていた）。また佐々木復帰の頃からあごひげを生やしていた。
普段は温厚だが怒らせると顔を回転・シャッフルし、恐ろしい顔で怒る。しかし選手はその後慣れてしまう。
さらに回転を増すと顔のパーツが取れ、でたらめにそれをつなぎ合わせて怒る。しかしそれでも慣れてしまう。
暗い場所では目をライトの代わりにする。
牛島和彦
横浜の元監督（2005・2006年。現:CBCテレビ・CBCラジオ野球解説者）、背番号は72。ベイスタ流のみ登場。
目が細く、口がくの字状になっている。
鼻の穴に心眼を持っていたり、あまりにも寒いダジャレでマーク・クルーンを凍らせたりするも他の監督に比べ印象は薄め。
尾花高夫
横浜の元監督（2010・2011年）→巨人2軍（2013〜2015年）→巨人1軍（2016・2017年）→ ヤクルト2軍（2021年〜2023年）コーチ。（現:鹿島学園高等学校コーチ）。背番号は87→（77）。
『ベイスタ流』で登場。監督就任の際にヒゲ・長髪禁止令を出し、ヒゲ・長髪の選手やフロントを殴り飛ばしていた。連載末期に登場したため、セリフを1度も発せず、1回だけの登場だった。
斉藤明夫
横浜の投手コーチ（1996・1997・2007年）→千葉ロッテ1軍（2013年）→2軍コーチ（2014年）（現:フジテレビ・テレビ神奈川・スポナビライブ・DAZN野球解説者）。背番号は77→85。
外見は優しいが、実体はその仮面の下に冷酷な悪魔の顔を持つ鬼コーチ。
鬼コーチとしての超一流の扱きは現役時代に身につけたものらしい。
何かしら行動や言動をするたびに、悪魔のようなニヤリ顔を発する。小桧山雅仁と加藤将斗が投げ込みをしているところに「投げ込みは疲れるからな。向こうがやめたら休憩していいぞ」と優しく声をかけるも両者に同じ事を言い「永遠に投げてろ」と呟いて騙したり、トイレから出る際にトイレットペーパーを持ち去るなど、まさしく悪魔のような行動、言動を連発している。
96年のオールスターの監督推薦の際、投手だけで28人になってしまったところに、大矢監督に「佐々木と隆と佐伯だけで充分やろが」と助言するなど、いざと言う時に鬼コーチの一言が役に立つこともある。
1996年の就任当初は、意味なしポーズで登場することがあった。
弘田澄男
横浜、1992〜97年打撃コーチ→ヘッドコーチ（背番号71）、2007年-ヘッドコーチ（72）→四国アイランドリーグplus・高知監督）（現:高知高等学校コーチ）。
大矢監督の頬を膨らませる癖を見て「敵に見られたら不都合」と山下に返答するだけのシーンで登場。みずしな本人も、弘田の身長が163cmと実際の万永や田中一よりも低いためか描写に自信がなかったらしく、コマの外でわざわざ「弘田コーチだ」と説明していた。
このため、当時のコーチでは大矢監督いちばんの腹心でありながら、山下、権藤、斉藤よりも出番が少なかった（というより、上記の1回だけである）。
田代富雄
横浜の打撃コーチ（1997年 - 2006年）→湘南監督（2007年 - 2009年）→監督代行（2009年）→湘南監督（2010年）→楽天打撃コーチ（2012年）→巨人2軍コーチ→横浜DeNAコーチ、現:横浜DeNA一軍打撃コーチ。背番号は75（1997年・1998年）→76（1999年 - 2009年）→78（2010年）→82（2012年 - 2015年）→78（2016年）→72（2017年・2018年）→76（2019年 -）
『ベイスタ流』では2009年に大矢監督が突然無期限休養に入ったために監督代行を任され、ラーメン好きにちなんで有名ラーメン店に物事を例えながら苦悩していた。パスタは邪道らしい。

### 他球団

#### 選手
イチロー
オリックス・ブルーウェーブ→シアトル・マリナーズ→ニューヨーク・ヤンキース→マイアミ・マーリンズ→マリナーズの外野手。背番号は51→31（ヤンキース）→51（マーリンズ・マリナーズ）（現:マリナーズ会長付特別補佐兼インストラクター）
1995年のオールスターで佐々木と初対決し、この時はイチローが勝った。その後佐々木からサインをもらう。
飄々とした態度が特徴で、佐々木からは良く思われていないが、それでも冷静に対処する。1998年のオールスターで高橋由伸の挑戦を受けた際も、無言で格の違いを見せつけていた。
マリナーズ時代は佐々木とチームメイトだった。
高津臣吾
ヤクルトスワローズ→シカゴ・ホワイトソックス→東京ヤクルト→シカゴ・カブス・マイナー→ウリ・ヒーローズ→サンフランシスコ・ジャイアンツ・マイナー→BCリーグ・新潟アルビレックスBCの元投手→ヤクルト1軍コーチ→ヤクルト2軍監督→ヤクルト1軍監督。背番号は22→10（ホワイトソックス）→11（ヤクルト）→22→99。
佐々木をライバル視しているが、全く相手にしてもらえず苦労している。
佐々木を追って大リーグに挑戦したが、それと同時に佐々木が日本球界に復帰したため対決ならず。のち高津はヤクルトに復帰したが、その前年に佐々木が引退してしまったため、対決の夢は果たせなかった。
石井一久
ヤクルト→ロサンゼルス・ドジャース→ニューヨーク・メッツ→ヤクルト→埼玉西武の元投手→東北楽天GM→ 東北楽天GM兼1軍監督 現：球団取締役シニアディレクター。背番号は16（ヤクルト）→17（ドジャース）→23（メッツ）→16（東京ヤクルト）→61（埼玉西武）→16→99（東北楽天）。
おぽんちキャラ。谷繁のギャグをパロったことにより、ライバル視される。
やはり身体能力は良く、実際に横浜相手にノーヒットノーランを達成したりもした。
川崎憲次郎
ヤクルト→中日の元投手（→千葉ロッテ1軍コーチ→四国アイランドリーグplus香川オリーブガイナーズコーチ、現:J-SPORTS野球解説者）。背番号は17→20（84→81）
ヤクルト在籍時、高津のフォロー役として登場していた。
葛西稔
阪神タイガースの元投手（→2軍コーチ、現:阪神東北・北海道地区スカウト）。背番号は13→82（コーチ）。高校版のみの登場。
佐々木とは同級生。おネエキャラ。寝るときにはネグリジェを着て寝ていた。気温が35度以上になると溶けてしまう。
前作『混セでSHOWTIME』にも登場していた。本作のキャラは当時のものを引き継いでいる。
久慈照嘉
阪神→中日→阪神の元内野手・コーチ（現：神戸国際大学附属高等学校女子硬式野球部コーチ）。背番号は8→6→32→92→71（コーチ）。
こちらも前作とキャラは変わらない。当初は性格が子供っぽく、「球界のお祭り」ことオールスター戦に屋台があると思っていた。のちププ会メンバーの1人（それ以前は普通サイズ）。
平井正史
オリックス→中日→オリックス・バファローズ元投手→オリックス2軍コーチ→オリックス1軍コーチ（現：オリックス投手コーチ）。背番号は33（→36→33→36→72）。
掲載当時は20歳ながらオリックスの守護神であり、佐々木に飛び蹴りされかけられるものの、佐々木を「尊敬するストッパー」としていたため、あえなく難を逃れた（佐々木が蹴りかけた足は奥寺アナに）。
清原和博
西武→巨人（→オリックス）の内野手。背番号は3→5（巨人・オリックス）。
佐々木とは同い年でライバル。佐々木によくハメられる。
ジャイアンツに移籍してからはスランプにより佐々木の一言に落ち込んだり、観衆の視線に苦しむほどのネガティブキャラを見せている。
前田智徳
広島東洋の元外野手（現：テレビ朝日・広島ホームテレビ野球解説者）。背番号は1。
バットに対して異様なほどの執着心を持ち、バットに「バッ次郎」「バッ三郎」などの名前をつけて大切にしている。しかしいずれも佐々木に折られるなどして悲劇的な最期を遂げてしまう。
このネタはみずしなの処女連載作『混セでSHOWTIME』の「バッ太郎」ネタより受け継がれてきたもので、この漫画ではやけに洋風嫌い、犬好きなど個性的な一面を持つ。
浜名千広
福岡ダイエー→ヤクルト→ロッテの元内野手（→現：RKB毎日放送野球解説者）。背番号は8→7（ヤクルト）→32（ロッテ）。
斎藤隆の東北福祉大学での同級生で、佐々木の2年後輩。後輩なので佐々木に福岡からでもパシられる。
隆とは一心同体で、一方の危険をもう一方が感じることもある。
金本知憲
広島東洋→阪神の元外野手→阪神1軍監督（現：MBSラジオ野球解説者）。背番号は10→6（阪神）。
佐々木の東北福祉大での2年後輩で、隆・浜名と同級生（年齢は隆たちより1歳年長だが、高校卒業後1年浪人している）。同じく佐々木に広島からでもパシられる。
小久保裕紀
ダイエー→巨人→ソフトバンクの元内野手（現：福岡ソフトバンク一軍監督）。背番号は9→6（巨人）→9→90（ソフトバンク）。
地味な存在。名前すら覚えてもらえない。ユニフォームを逆さに着たことでやっと名前を覚えてもらった。
これらのエピソードはダイエー時代のエピソードであり、巨人に移籍して知名度が全国区になって以後の復活版などには1度だけ選手名鑑の写真で登場しただけで終わっている。
村松有人
福岡ダイエー→オリックス・ブルーウェーブ→オリックス・バファローズ→福岡ソフトバンクの元外野手→ソフトバンク三軍コーチ（現：ソフトバンク1軍打撃コーチ）。背番号は23→3（オリックス）→35（→93）。
1997年当時絶好調だった。小久保が彼に間違われたことがある。星稜高校の後輩松井秀喜曰く「酢豚の中のパインが食べられない」。アテネオリンピックの時には小笠原・中村同様、三浦をボコボコにした。
松坂大輔
西武→ボストン・レッドソックス→ニューヨーク・メッツ→ソフトバンク→中日→埼玉西武の元投手。背番号は18→99→18（中日）→16→18（埼玉西武）、（現:テレビ朝日野球解説者・YouTuber）。
1999年西武に入団した時に頻繁に一面を飾る。マスコミに取材されている時は大人の発言をするが、その裏には野望がある。アテネオリンピックの時には長嶋監督が日の丸に書いた『3』を『W』（掲示板などでの「（笑）」の意味）と勘違いした。
松井稼頭央
西武→ニューヨーク・メッツ→コロラド・ロッキーズ→ヒューストン・アストロズ→楽天→西武の元内野手・外野手（→西武2軍監督→西武コーチ、現:西武一軍監督）。背番号は7→25（メッツ）→16→7（ロッキーズ）→3（アストロズ）→32（楽天）→7（→77）。
オールスター・日本シリーズなどでよく出演する。佐々木の暴力的行動や身体能力を目にすると引いてしまう。
小笠原道大
日本ハム（→巨人→中日）の元内野手→中日二軍監督→北海道日本ハム一軍コーチ→巨人二軍、育成コーチ）。背番号は2（日本ハム・巨人）→36（中日）→（82（中日二軍監督）→81（北海道日本ハムコーチ）→72（巨人コーチ））。
アテネオリンピックの時に三浦の意思を持ったリーゼントが渡邉恒雄の真似をしたため、三浦をボコボコにした。1999年オールスターでの初登場時はまだ髭を生やしていなかった。
中村紀洋
近鉄→ロサンゼルス・ドジャース→オリックス→中日→楽天→横浜DeNAの元内野手、中日一軍→二軍打撃コーチ）。背番号は66→3→5（ドジャース）→8（オリックス）→205→99（中日・楽天・横浜）（→74（中日コーチ））。
小笠原同様、三浦の意思を持ったリーゼントのせいで三浦は彼にもボコボコにされた。オールスター戦の時彼の打球がベンチにいた佐々木に直撃し、佐々木は彼が打席に立っているにもかかわらず、殴りかかろうとしたことがある。そのときベンチは「あー、平気平気」といいながら佐々木を止めなかった。
田中幸雄
日本ハムの元内野手・二軍監督（現：HBCラジオ野球解説者）。背番号は6（→72）。
1998年のオールスターの際ファイターズ好調の理由を「ソーセージをモリモリ食べているから」と答え、1本のソーセージを3人（片岡篤史・西浦克拓）で分けて食べていた。
宣銅烈
中日の元投手。背番号は20。
1996年に中日に入団した「韓国の至宝」。ストッパーで活躍し当時の日本記録となる38セーブを挙げ、佐々木にライバル視され「まんまる君」と呼ばれていた。丸い顔、口の形等が佐々木と似ており、オールスターの際佐々木が「登板したい」とのダダから江藤智（当時広島）が佐々木の顔にマジックで目を描いた所そっくりだった。スタミナの源はキムチ。
古田敦也
ヤクルトの元捕手兼監督。背番号は27。
ヤクルトの正捕手。佐々木の弱点を知っている。また元プロ野球選手会会長でもあり、プロ野球再編問題の時はリーダー格を見せた。
モブキャラとしての出番が多い。

#### 監督
仰木彬
オリックスの元監督。背番号は72→70。
仰木マジックを使うが、その後はいつも大変なことになる。仰木マジックを使う時のタイトルは「不思議中年マジカルアキラ」という題名になる。
東尾修
西武の元監督。背番号は78。（→現:文化放送・福岡放送野球解説者）
「勝負師」の愛称で知られており、勝負の時にはいつもサイコロキャラメルを食べている。オープン戦の時に権藤に挑発され、ベイスターズベンチに来ようとした時にファウルラインをまたいでしまいルール上、好調だった松坂を交代させてしまった。これは権藤の作戦だった。
上田利治
日本ハムの元監督。背番号は88。
オールスター戦の投手をめぐって東尾と言い争いをしたことがある。

### アナウンサー
中井美穂
元フジテレビアナウンサー。作品にも登場した古田敦也の妻。
「混セ」〜初期でのインタビュアー。あまりキャラクターはないものの、ツッコミ含む選手に対する的確な質問役として頻繁に登場した。
石井との絡みが多く、石井をからかう事も多い。
西山喜久恵
フジテレビアナウンサー。愛称は「キクちゃん」。トレードマークはカエル口。
後輩である木佐アナ・富永アナの行動に振り回されっぱなし。広島出身の広島ファン。
木佐彩子
元フジテレビアナウンサー。作品にも登場した石井一久の妻。
トラブルメーカー（別名:CXのリーサルウェポン）で、登場するたびに騒動を引き起こしていた。
なぜか横浜は彼女が観戦すると勝利することが多い。
彼女が何やら騒動を巻き起こすときのタイトルは『クラッシャーあやこ』になる（初期は『あやこ伝説』というタイトルだった）。
平松あゆみ
元フジテレビアナウンサー。
先輩の西山アナから後輩の木佐アナのお守りを頼まれるが、いつも災難にあってしまう。初登場後4ヶ月で結婚退職してしまい、以降登場しなくなった。
富永美樹
元フジテレビアナウンサー。
木佐アナの目付け役として登場したが、その行動は同様に西山アナを悩ます。
中井アナを超えるため「トミナガ・日本一のスポーツアナ化プロジェクト」を計画したが結果は彼女が寿退社したため1戦1勝で終わった。この1勝はその相手である木佐アナがワールドカップの取材でフランスに行ったことによる不戦勝である。
奥寺健
フジテレビアナウンサー。
良くベイスターズを取材する。佐々木に12球団一と言って殴られたり（大リーグ・韓国・台湾も加味しないといけない）、鈴木尚に謝罪の気持ちでペーパークラフトを作ってあげた際「なお、糊などは一切使用せず…」といった時に打たれたりとあまりいい場面がない。
大橋マキ
身長が150mm（実身長:152cm）のプチアナウンサー。元フジテレビ所属。番外編の『野球の妖精』（主人公が万永、6巻収録）のみ登場。
『記憶力バツグン』と自称するが、取材道具を忘れて選手をインタビューしたことがあるため、その自称は疑問視されている。また野球のルールもほとんど知らない。
なおみずしなが描くプチアナウンサーとしては『戦え!アナウンサー』書き下ろしの魚住りえ（元日本テレビ）が最初。
松本秀夫
元ニッポン放送アナウンサー。
佐々木が1997年シーズンオフに担当したラジオ番組『スポーツKING』にパートナーとして出演した。
その他の登場アナウンサー
『ササキ様に願いを』第4巻にて『みずしな孝之の女子アナウォッチング』と題した女子アナ紹介4コマを掲載。佐々木明子（テレビ東京）、進藤晶子（元TBS）、富永美樹、須志田しのぶ（当時テレビ東京『スポーツTODAY』キャスター）、宮内亜弥子（圭三プロダクション所属、当時TVKテレビ『WAIWAIベイスターズくらぶ』キャスター）、雨宮塔子（元TBS）の順に紹介。なお、進藤編と雨宮編の最後のコマには香川恵美子（元TBS、現田口壮夫人）も登場した（香川は第1巻『ササ願ついに全国制覇』にも登場している）。また説明なしで柴田倫世（当時日本テレビ、現松坂大輔夫人）を描いたところ、読者から「誰だ?」という問い合わせが多く来てしまい、翌回に説明付きで再登場させた。
また、第2巻「達筆なのに」で佐々木が急用を思い出して隆にメモを取るよう促した際、テレビの画面いっぱいに大塚範一（元NHK）の顔が映っていたコマがあった。これはみずしなが当時『めざましテレビ』のキャスターだった八木亜希子（元フジテレビ）を「意地でも描かない」として描くのを拒否したため（みずしなが八木を描かない理由については戦え!アナウンサー#主な登場人物の「峰亜紀子」の項目を参照のこと）。

### 野球関係者
渡邉恒雄
巨人の元オーナー（現読売新聞会長）。通称ナベツネ。
2004年のプロ野球再編問題で古田をはじめとするプロ野球選手会と1リーグ制をめぐって対立した事がある。

## 用語
プロ野球プチ選手会（ププ会）
身長170mm以下（実際の身長は170cm以下の場合が多い）の選手で構成されるれっきとした労働組合。
入会金が必要で990円。これはその分の硬貨の重さに耐えられるかというものであったが、万永は1000円札を持ってきて釣銭を要求した（ただし仁志は「推薦」ということらしくこれは実施していない）。
会長は元オリックス（→楽天→オリックス2軍コーチ→オリックス1軍コーチ）の大島公一。その他、初期には大貝恭史（日本ハム）、内匠政博（近鉄）、小森哲也（中日）、久慈照嘉（阪神→中日）、南渕時高（千葉ロッテ）、仁志敏久（巨人→横浜）らが登場した。
入会を拒否する千葉ロッテの小坂誠（現:千葉ロッテ2軍コーチ）を入れようとするが、ことごとく失敗する。しかし、小坂は何故か会合には参加している（作者は本来は入れるつもりだったものの万永が脱税事件にかかわってしまい出演を自粛せざるを得なくなり、そのまま入会するかどうかはグレーになってしまった）。
2004年度の陣容は大島を筆頭に万永・田中一（共に横浜）・仁志（巨人）・石川雅規・真中満（共にヤクルト）・赤星憲広（阪神）・平野恵一（オリックス）ら。
ササキ様賞
もらうと必ず大怪我をするという、呪われた賞。通称「裏球界のMVP」。受賞者はブラッグスのほか、盛田、隆（2度受賞）、松坂、高津など。

## その他
- 単行本は全7巻発売されている（1〜6、プラス）。単行本の巻末には似顔絵の選手名鑑もついている（プラス版は投手編が巻中、野手編が巻末）。
- 作者が描かれる選手に好みがあるように見え、活躍していたり特徴があっても本編に登場しない選手も多くいた。例としてリターンズでは2001年に波留とのトレードで中日から移籍し、独特な打撃フォームで活躍した種田仁[2]や、『ベイスタ流』では2007年から主力選手としてチームを支えた石川雄洋は一度も登場シーンが無い。